# Cordulegaster sayi
Cordulegaster sayi is een libellensoort uit de familie van de bronlibellen (Cordulegastridae), onderorde echte libellen (Anisoptera).
De soort staat op de Rode Lijst van de IUCN als kwetsbaar, beoordelingsjaar 2007, de trend van de populatie is volgens de IUCN dalend.
De wetenschappelijke naam van de soort is voor het eerst geldig gepubliceerd in 1854 door Selys.